# Scherphoekgrasmot
De scherphoekgrasmot (Crambus hamella) is een vlinder uit de familie grasmotten (Crambidae). De wetenschappelijke naam is voor het eerst geldig gepubliceerd in 1788 door Thunberg.
De soort komt voor in Europa.